# Диана (роман)
«Семь книг Дианы» (исп. Los siete libros de la Diana) или просто «Диана» — роман португальского писателя Хорхе де Монтемайора, писавшего на испанском. Это произведение, опубликованное в 1559 году, — первый пасторальный роман на испанском языке. Он пользовался большой популярностью у читателей, произвёл большое впечатление на некоторых писателей, в том числе на Шекспира и Сервантеса.
Действие романа происходит в условной идиллической стране. Заглавная героиня — пастушка, в которую влюблены пастухи Сирено и Сильвано. Диана исчезает в самом начале книги, и автор сосредоточивается на переживаниях Сирено и Сильвано, а позже на историях других персонажей. В повествовании проза перемежается поэтическими вставками.
«Диана» имела огромный успех. Только в XVI веке роман 16 раз переиздавался в Испании, четырежды переводился на французский язык, публиковался в Италии, Германии, Англии. В Испании в 1564 году вышли два продолжения: «Вторая часть Дианы» Алонсо Переса и «Влюблённая Диана» Гаспара Хиля Поло. Заметное влияние Монтемайора испытали многие последующие авторы, работавшие в пасторальном жанре. В их числе — Филипп Сидни, Сервантес, Лопе де Вега, Оноре д’Юрфе. Историю Фелисмены использовал Шекспир в комедиях «Два веронца» и «Двенадцатая ночь».